# Volker Ordowski
Volker Ordowski es un ciclista alemán nacido el 11 de septiembre de 1973 en Weilen unter den Rinnen que fue profesional de 1997 a 2008.

## Palmarés
1997
- 1 etapa de la Vuelta a Suecia

## Resultados en las grandes vueltas y campeonatos del mundo
| Carrera         | 1997 | 1998 | 1999 | 2000 | 2001 | 2002 | 2003 | 2004 | 2005  | 2006 | 2007 | 2008 |
| --------------- | ---- | ---- | ---- | ---- | ---- | ---- | ---- | ---- | ----- | ---- | ---- | ---- |
| Giro de Italia  | -    | -    | -    | -    | -    | -    | -    | -    | Ab.   | Ab.  | -    | Ab.  |
| Tour de Francia | -    | -    | -    | -    | -    | -    | -    | -    | -     | -    | -    | -    |
| Vuelta a España | -    | -    | -    | -    | -    | -    | -    | -    | 106.º | -    | -    | -    |
| Mundial en Ruta | -    | -    | -    | -    | -    | -    | -    | -    | -     | -    | -    | -    |